# Nová Víska (Hájek)
Nová Víska (německy Neudörfel) je malá vesnice, část obce Hájek v okrese Karlovy Vary v Karlovarském kraji. Nachází se asi dva kilometry jihovýchodně od Hájku. Nová Víska leží v katastrálním území Nová Víska u Ostrova o rozloze 1,97 km². Nachází se zde železniční stanice Hájek. 

## Historie
První písemná zmínka o vesnici pochází z roku 1654.

## Obyvatelstvo
Při sčítání lidu v roce 1921 ve vsi žilo 168 obyvatel (z toho 74 mužů), z nichž bylo 167 Němců a jeden cizinec. Všichni se hlásili k římskokatolické církvi. Podle sčítání lidu z roku 1930 měla vesnice 143 obyvatel: 24 Čechoslováků a 119 Němců. Kromě dvou členů církve československé a jednoho člověka bez vyznání byli římskými katolíky.
| Rok            | 1869 | 1880 | 1890 | 1900 | 1910 | 1921 | 1930 | 1950 | 1961 | 1970 | 1980 | 1991 | 2001 | 2011 | 2021 |
| -------------- | ---- | ---- | ---- | ---- | ---- | ---- | ---- | ---- | ---- | ---- | ---- | ---- | ---- | ---- | ---- |
| Počet obyvatel | 90   | 131  | 138  | 173  | 169  | 168  | 143  | 106  | 112  | 96   | 64   | 61   | 71   | 66   | 79   |
| Počet domů     | 15   | 21   | 22   | 25   | 24   | 24   | 26   | 32   | 32   | 24   | 22   | 24   | 29   | 32   | 31   |

## Obecní správa
Při sčítání lidu v letech 1869–1910 Nová Víska byla osadou obce Bor v okrese Karlovy Vary. V letech 1921–1950 byla samostatnou obcí, se kterým patřila nejprve do okresu Karlovy Vary, ale v roce 1950 v okrese Karlovy Vary-okolí. Od roku 1960 do 31. prosince 1975 byla častí obce Hájek opět v okrese Karlovy Vary. Od 1. ledna 1976 do 23. listopadu 1990  byla částí obce Sadov v okrese Karlovy Vary. Od 24. listopadu 1990 je opět částí obce Hájek v okrese Karlovy Vary.

## Pamětihodnosti
- Kaple svatého Jana Nepomuckého a Trojiční sloup
- Výklenková kaplička při čp. 5